# Chamsin

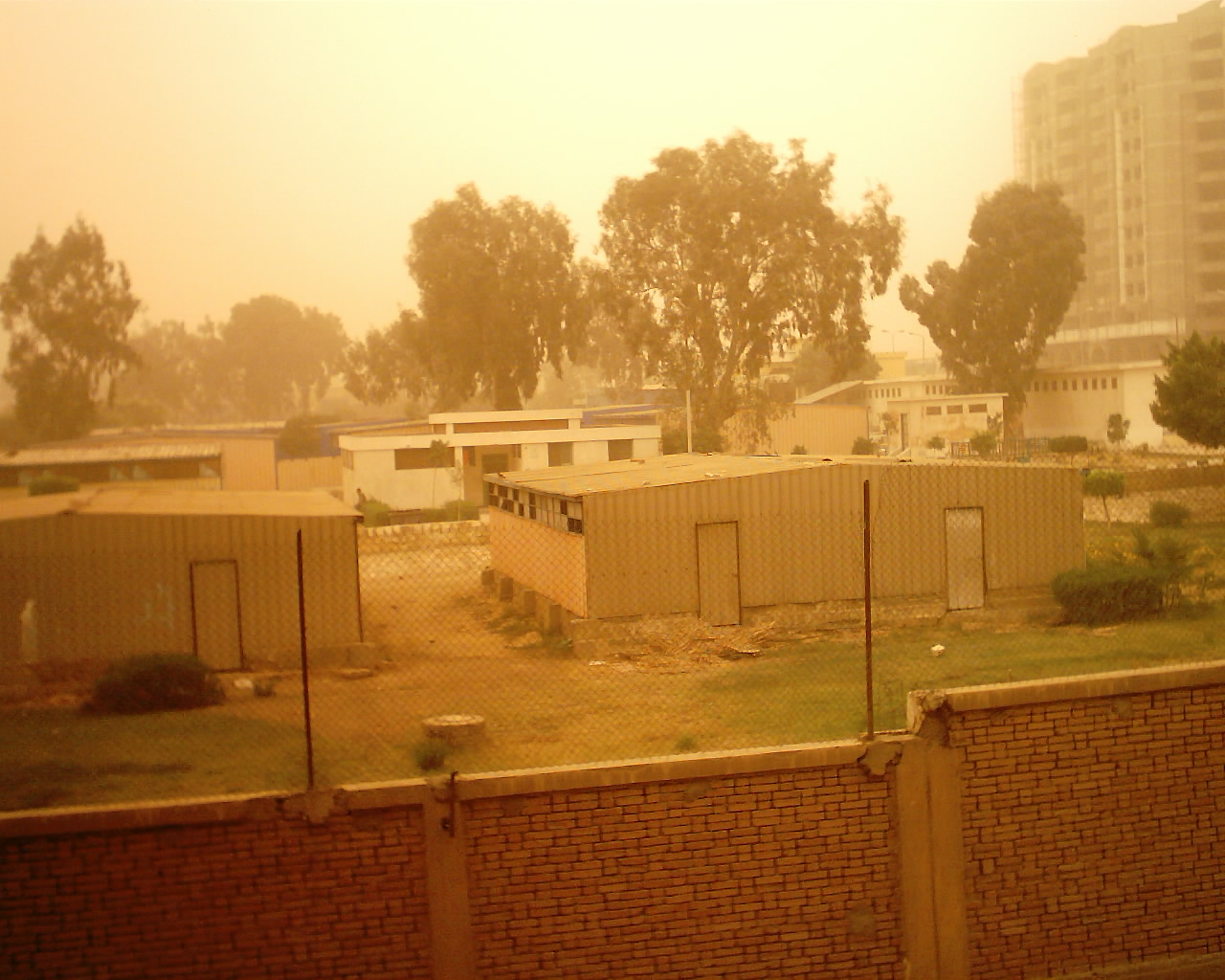
De chamsin in Egypte

De chamsin of khamsin is een hete, uiterst droge zuidenwind die vanuit het oostelijke gedeelte van de Sahara en vanuit het Arabisch Schiereiland vaak als zandstorm over Egypte en de Levant waait. De chamsin is vergelijkbaar met de sirocco in het westelijke gedeelte van Noord-Afrika. De naam komt overeen met het Arabische woord خمسين (Egyptisch-Arabisch: خماسين), wat "vijftig" betekent, omdat deze wind meestal binnen een periode van vijftig dagen vanaf de equinox eind maart tot half mei optreedt. De chamsin duurt gemiddeld drie tot vier dagen.
In Israël wordt in plaats van chamsin (Hebreeuws: חמסין) ook wel de formelere naam sharav (Hebreeuws: שרב) gebruikt. De bijbelse term voor de chamsin is ruah qadīm (Hebreeuws: רוח קדים).